# Molorchus foveolus
Molorchus foveolus là một loài bọ cánh cứng trong họ Cerambycidae.